# RS-485
RS-485 (de l'anglès Recommended Standard 485) és un protocol de comunicacions en bus de la capa fisica del Model OSI. També és conegut com a ANSI/TIA/EIA-485, TIA/EIA-485 o EIA-485

## Introducció

Xarxa de polarització típica juntament amb la terminació. Els valors de polarització i terminació no s'especifiquen en la norma RS-485.

Està definit com un sistema en bus de transmissió multipunt diferencial, és ideal per transmetre a altes velocitats sobre llargues distàncies (35 Mbit/s fins a 10 metres i 100 kbit/s en 1200 metres) i a través de canals sorollosos, ja que redueix els sorolls que apareixen en els voltatges produïts en la línia de transmissió. El medi físic de transmissió és un parell entrellaçat que admet fins a 32 estacions en un sol fil, amb una longitud màxima de 1200 metres operant entre 300 i 19.200 bit/si la comunicació half-duplex (semidúplex). Suporta 32 transmissions i 32 receptors. La transmissió diferencial permet múltiples controladors que fan possible una configuració multipunt. És un estàndard bastant obert permet moltes configuracions i utilitzacions diferents.
Des de 2003 és administrat per la Telecommunications Industry Association (TIA) i anomenat TIA-485-A.222.

## Especificacions
- Interfície diferencial
- Connexió multipunt
- Alimentació única de +5 V
- Fins a 32 estacions (existeixen interfícies que permeten connectar 256 estacions)
- Velocitat màxima de 10 Mbit/s (a 12 metres)
- Longitud màxima d'abast de 1200 metres (a 100 kbit/s)
- Rang de bus de -7V a +12 V
- Comunicació de tipus asíncrona

## Aplicacions
- SCSI-2 i SCSI-3 fan servir aquesta especificació per executar la capa física.
- RS-485 s'usa amb freqüència en les UARTs per a comunicacions de dades de poca velocitat en les cabines dels avions. Per exemple, algunes unitats de control del passatger l'utilitzen, equips de monitoratge de sistemes fotovoltaics. Requereix el cablejat mínim, i pot compartir el cablejat entre diversos seients. Per tant, redueix el pes del sistema.
- RS-485 s'utilitza en sistemes grossos de so, com els concerts de música i les produccions de teatre, s'hi fa servir programari especial per controlar remotament l'equip de so des d'un ordinador, és utilitzat més generalment per als micròfons.
- RS-485 també s'utilitza en l'automatització dels edificis, ja que el cablejat simple del bus i la longitud de cable és llarga pel que són ideals per acoblar els dispositius que es troben allunyats.
- RS-485 Es va principalment servir en plantes de producció automatitzades.